# Елімінування
Елімінування (англ. elimination) — перетворення, в яких два або більше атомів або груп (елімінандів) відокремлюються у вигляді йона чи нейтральної частинки з субстрату без заміни іншими: а) гемінально, утворюючи карбен, нітрен тощо;
б) віцинально — з утворенням або підвищенням кратності ненасиченого зв'язку(олефіну, карбонільної групи тощо), а у випадку вилучення з двох віцинальних позицій, з‘єднаних подвійним зв'язком — з утворенням потрійного зв'язку;
в) з позицій, розділених одним атомом, з утворенням реактивних інтермедіатів;
г) або з позицій в субстраті, розділених більше, ніж одним атомом, з утворенням чи розширенням ненасиченої системи. Перетворення, які супроводяться циклоутворенням, у це поняття не входять. Слід відрізняти елімінування від вилучення (detachment), тб. від перетворення, коли одна хімічна частинка тільки фрагментується на дві внаслідок розриву ковалентного зв'язку між двома атомами.
Розрізняють такі типи елімінування за структурою продуктів.
1. Елімінування з утворенням одного олефінового або ацети-ленового зв'язку. Назва містить: а) локант1/ і назву елімінанда нижчого пріоритету, б) локант2/ і назву елімінанда вищого пріоритету, в) суфікс"-елімінування";
якщо елімінанди однакові, то а) локанти1/2/; б) склад"ди" або"біс"; в) назву елімінанда, г) суфікс"-елімінування".
2. Елімінування з утворенням кратного зв'язку між С і атомом іншого елементу. Назви складаються як і для утворення окремих олефінових зв'язків, але назви елімінандів супроводять нахиленими атомними символами місця елімінування. Якщо елімінанди однакові, місця субстрату нумеруються в порядку зменшення атомного числа.
3. Елімінування з утворенням карбенів і нітренів. Назви складаються, як і при утворенні окремих олефінових зв'язків, тільки ставляться локанти"1/", «1/», а для нітренів атомний символ.